# 台鐵LDR2100型柴油客車
台鐵LDR2100型柴油客車是臺灣鐵路管理局營運的柴油客車之一，行駛於762mm窄軌時代的舊臺東線，為第三代動力客車，同時是臺鐵於舊臺東線時期最後購入以汽油為動力的通勤型列車。

## 歷史
本型車為舊臺東線第三款動力客車，為前兩款LDR2020型及LDR2000型的綜合型，行駛花蓮至臺東之間，登場初期是為汽油客車:124。日治時代的舊臺東線屬於窄軌，西半部來的旅客要前往臺東需要在花蓮換乘，平日除了上下學的時段之外，載客量並不高，若使用傳統的大型蒸汽火車牽引客車，使用的人力成本並不符合實際效益，因此只需要一名司機員且自有動力、調度靈活及轉向方便的LDR2020型及LDR2000型汽油客車，頗受到居民好評:106-107。隨著載客量持續成長，臺鐵局於是在1939年再度向日本車輛採購了3輛的2000型大型圓頭汽油客車（即為LDR2100型的原型車）。由於這些客車的塗裝當時多為上白下黃，故在地居民都以「黃皮仔車」稱之。
1945年第二次世界大戰期間，當時車輛編號為2001的LDR2103，被美軍轟炸半毀僅留車架:112。戰後臺灣光復，全島路線重新整修，車輛另外由臺北機廠翻修之後再度上路載客，並且將車籍編號改與LDR2000型及LDR2020型修復當時相同之英文代號，編號為LSGA2103，而其他兩輛也同時分別改為LSGA2101與LSGA2102:110。
1960年，為了提高營運速度，因此將本型車的引擎改裝為康明斯製NHH-600型柴油引擎，最高運行時速可從原先的60km/h提升至70km/h:111，因應改裝將車籍編號變更為LDR2101～LDR2103:271。1966年，為了減少維護成本，以一動二拖的三輛編組動力模式實施運行計畫:113-114，本型車開始與拖車化的LDR2000型及LDR2020型連掛行駛，至1982年為止。

## 外觀與內裝
車輛的頭尾為大圓頭的流線造型，車身塗裝為上白下黃，主要為單輛運行，車廂之間沒有連貫通道，車殼雖然已經為碳鋼材質，但內裝仍使用大量木材，窗戶承襲當時汽油車的模式，為可上下滑動的方形木窗，內裝簡易為咖啡色木製長途座椅，白色天花板並且設有旋轉電風扇，風扇與風扇間設有換氣口，牆面為蘋果綠塗漆，木製地板，車門為手動滑門:269。

## 車輛狀況
LDR2101：於1982年停駛，1984年隨著臺東線路線拓寬通車後報廢拆解:271。
LDR2102：於1982年停駛，1984年隨著臺東線路線拓寬通車後報廢拆解:271。
LDR2103：於1982年停駛，1984年隨著臺東線路線拓寬通車後報廢拆解。

## 車輛編號變化
| 原始編號           | 第一次重編 | 第二次重編 |
| ------------------ | ---------- | ---------- |
| 2002               | LSGA2101   | LDR2101    |
| 2003               | LSGA2102   | LDR2102    |
| 2001               | LSGA2103   | LDR2103    |
| 參考文獻：:112:271 |            |            |

## 外部連結參閱
- 後山軌跡-花東鐵道變遷紀錄影片 （页面存档备份，存于）
- 中華民國鐵道文化協會前理監事蘇奕肇（街貓）先生於網路檔案館存檔：.   [2020-10-28]. （原始内容存档于2020-11-02）.
- 論文參考：戰後台灣鐵路管理局台東線研究--以《花蓮管理處處報》為考察中心 (1956~1969) （页面存档备份，存于）:19-21